# Melolobium calycinum
Melolobium calycinum es una especie de planta floral del género Melolobium, tribu Genisteae, familia Fabaceae.

## Distribución
Se distribuye por Botsuana, provincias del Cabo, KwaZulu-Natal y Namibia.

## Taxonomía
Fue descrita por Benth. y publicada en London Journal of Botany 3: 350 (1844).